# Lubkiszki
Lubkiszki (lit. Liupkiškės) − wieś na Litwie, w gminie rejonowej Soleczniki, 3 km na południowy wschód od Dajnowy, zamieszkana przez 44 ludzi. Przed II wojną światową w Polsce, w powiecie lidzkim województwa nowogródzkiego.